# 射水警察署
射水警察署（いみずけいさつしょ）は、富山県警察が管轄する警察署の一つである。署員数約110名、識別章所属表示はIMである。

## 沿革
- 2005年（平成17年）10月7日：旧小杉警察署が管轄していた富山市呉羽地区を富山中央警察署（旧富山警察署）の管轄として移管した。
- 2006年（平成18年）4月1日：旧小杉警察署と旧新湊警察署を統合し、射水市全域および高岡市牧野地区を管轄する警察署として新規に開署（庁舎は旧小杉警察署を使用。旧新湊警察署は新湊幹部交番となった）[3][4] 。
- 同日の管轄区域再編にあたって「同一自治体内の警察署での管轄が望ましい」とする当時の県警本部長の方針に従い、旧新湊警察署の管轄であった高岡市牧野地区が高岡警察署に編入されるはずだったが、住民の猛反対でそのまま射水警察署管轄として継続されることになった。[要出典]
- 2013年（平成25年）4月1日：老朽化等を理由に現在地に移転[5]。総事業費18億8千万円をかけて移転新築工事が行われた。

## 所在地
- 富山県射水市今井170番1[2]

## 管轄区域
- 射水市（伏木港の内港の水面などを除く）[2]
- 高岡市の一部（牧野地区）[2]

## 内部組織
- 署長（署長は警視）
- 副署長（副署長は警視）
- 警務課（課長は警部）
  - 警務係、県民相談係、留置管理係

- 会計課（課長は一般職員）
  - 会計係

- 生活安全課（課長は警部）
  - 生活安全総務係、人身安全係、捜査係

- 地域課（課長は警部）
  - 地域総務係、自動車警ら係

- 刑事課（課長は警部）
  - 刑事総務係、刑事係、組織犯罪対策係、鑑識係

- 交通課（課長は警部）
  - 企画送致係、指導係、事故捜査係

- 警備課（課長は警部）
  - 警備係

## 幹部交番
- 新湊幹部交番（射水市緑町13-13、旧新湊警察署）[4]

## 交番
- 小杉駅みなみ交番（射水市三ケ4129-11）
- 太閤山交番（射水市太閤山6-14）
- 大門交番（射水市中村26-1）
- 奈呉の浦交番（射水市中央町16-7）
- 新南交番（射水市鏡宮248-3）
- 射北交番（射水市七美中野157-2）

## 警察官駐在所
- 大島警察官駐在所（射水市小島725）
- 下警察官駐在所（射水市加茂中部1216）

## 警備艇
- ありそ